# Crossodactylodes septentrionalis
Crossodactylodes septentrionalis es una especie de anfibio anuro de la familia Leptodactylidae.

## Distribución geográfica
Esta especie es endémica del estado de Bahía en Brasil. Se encuentra en el municipio de Arataca.

## Publicación original
- Teixeira, Recoder, Amaro, Damasceno, Cassimiro & Rodrigues, 2013: A new Crossodactylodes Cochran, 1938 (Anura: Leptodactylidae: Paratelmatobiinae) from the highlands of the Atlantic Forests of southern Bahia, Brazil. Zootaxa, n.º 3702, p. 459–472.[3]